# Гурвиц, Джастин
Джа́стин Гэ́бриэл Гу́рвиц (англ. Justin Gabriel Hurwitz, род. 22 января 1985) — американский композитор, сценарист и продюсер. Наибольшую известность получил как автор музыки к фильму «Ла-Ла Ленд» (2016). Он также написал музыку к четырём другим фильмам Дэмьена Шазелла — «Гай и Мэдлин на скамейке в парке» (2009), «Одержимость» (2014), «Человек на Луне» (2018) и «Вавилон» (2022).
За «Ла-Ла Ленд» Гурвиц получил премию «Золотой глобус» за лучшую музыку к фильму и за лучшую песню («City of Stars»), премию BAFTA за лучшую музыку к фильму и премию «Оскар» за лучшую музыку к фильму и за лучшую песню («City of Stars»; а также ещё одну номинацию за «Audition (The Fools Who Dream)»).

## Биография
Родился в Лос-Анджелесе в еврейской семье (отец — писатель, мать — медсестра). Учился в школе  в Глендейле (Висконсин). С режиссёром Дэмьеном Шазеллом Гурвиц познакомился в Гарвардском университете, где они играли в одной группе, жили в одной комнате и вместе работали над студенческим фильмом «Гай и Мэдлин на скамейке в парке».

## Фильмография
| Год       | Название                         | Участие             | Примечания |
| --------- | -------------------------------- | ------------------- | --- |
| 2009      | Гай и Мэдлин на скамейке в парке | композитор          | |
| 2011      | Симпсоны                         | сценарист           | Серия «The Falcon and the D’ohman» |
| 2011      | Идеальные пары                   | сценарист           | Серия «Perfect Exes» |
| 2011-2015 | Лига                             | сценарист           | 7 эпизодов |
| 2014      | Одержимость                      | композитор          | Номинация на премию «Грэмми» за лучший саундтрек для визуальных медиа |
| 2016      | Ла-Ла Ленд                       | композитор          | Лауреат премий: «Оскар» за лучшую музыку к фильму «Оскар» за лучшую песню («City of Stars») «Грэмми» за лучший саундтрек для визуальных медиа «Грэмми» за лучший сборник саундтреков для визуальных медиа «Золотой глобус» за лучшую музыку к фильму «Золотой глобус» за лучшую песню («City of Stars») «Выбор критиков» за лучшую песню («City of Stars») «Выбор критиков» за лучший саундтрек «Спутник» за лучшую песню («City of Stars») BAFTA за лучшую музыку к фильму Номинирован на премии: «Оскар» за лучшую песню («Audition (The Fools Who Dream)») «Грэмми» за лучшую песню, написанную для визуальных медиа («City of Stars») «Грэмми» за лучшую аранжировку, инструментал и вокал («Another Day of Sun») «Выбор критиков» за лучшую песню («Audition (The Fools Who Dream)») |
| 2017-2020 | Умерь свой энтузиазм             | продюсер, сценарист | Номинирован на премии: «Эмми» за лучший комедийный сериал Гильдия продюсеров США за лучший комедийный эпизодический сериал Гильдия сценаристов США за лучший сценарий комедийного сериала (дважды) |
| 2018      | Человек на Луне                  | композитор          | Лауреат премий: «Золотой глобус» за лучшую музыку к фильму «Выбор критиков» за лучший саундтрек |
| 2022      | Вавилон                          | композитор          | Лауреат премии «Золотой глобус» за лучшую музыку к фильму Номинирован на премии: «Оскар» за лучшую музыку к фильму BAFTA за лучшую музыку к фильму «Выбор критиков» за лучший саундтрек |